# 刘日平
刘日平（1963年11月—），山东安丘人，燕山大学材料科学与工程学院教授，主要研究方向为空间材料科学等。中国教育部第六批“长江学者”特聘教授，2023年11月当选中国工程院院士，享受国务院政府特殊津贴，曾担任“973”等国家重点项目首席科学家。多次获得国家技术发明奖二等奖等奖项。

## 生平
1998年获得中国科学院物理研究所理学博士学位，1998年至2000年在德国宇航院留学，2000年曾在剑桥大学交流学习。

## 学术兼职
亚稳材料制备技术与科学国家重点实验室(燕山大学)主任，中国材料研究会-金属间化合物与非晶合金分会理事、中国高压物理专业委员会委员
《Frontiers of Physics》、《材料导报》等刊物编委。